# Jean-Jacques Milteau
Jean-Jacques Milteau (Parigi, 17 aprile 1950) è un armonicista francese.

## Biografia
Cominciò ad interessarsi all'armonica a bocca negli anni '60, ascoltando musica folk e rock di Bob Dylan e dei Rolling Stones. Collaborò come armonicista con molti cantanti e gruppi famosi, tra cui Yves Montand, Eddy Mitchell, Jean-Jacques Goldman, Maxime Le Forestier, Barbara e Charles Aznavour.
Specializzatosi nel Blues, nel 1989 registrò il suo primo album da solista, Blues Harp. Formò un gruppo musicale con Manu Galvin alla chitarra, dando concerti a cui parteciparono anche artisti quali Demi Evans e Mighty Mo Rodgers.
Ha scritto manuali per l'apprendimento dell'armonica a bocca.

## Discografia
- 1973 : Special Instrumental
- 1976 : Correspondance, con il gruppo "Connection"
- 1979 : Blues Harp/J.J. Milteau & Mojjo
- 1983 : Just Kiddin', con Mauro Serri
- 1989 : Blues Harp
- 1991 : Explorer
- 1992 : Le Grand Blues Band et J.J. Milteau
- 1993 : Live
- 1995 : Routes
- 1996 : Merci d'être venus (EMI)
- 1998 : Blues live
- 1999 : Bastille blues
- 2000 : Honky Tonk blues (live)
- 2001 : Memphis (con Little Milton, Mighty Mo Rodgers e Mighty Sam McClain)
- 2003 : Blue 3rd (con Gil Scott-Heron, Terry Callier, N'Dambi, Howard Johnson)
- 2005 : 22 Inspirations (raccolta di brani, CD doppio)
- 2006 : Fragile, con Michelle Shocked e Demi Evans
- 2006 : Bon temps rouler (raccolta)
- 2007 : Live, hot n'blues (Universal), con Demi Evans e Andrew Jones
- 2008 : Soul Conversation
- 2009 : Harmonicas (raccolta, CD doppio)
- 2011 : Consideration (Columbia)
- 2012 : Blowin' in the past (raccolta, CD doppio)